# Dvaždy roždёnnyj
Dvaždy roždёnnyj (Дважды рождённый) è un film del 1983 diretto da Arkadij Sirenko.

## Trama
Il film è ambientato nel Mar Bianco nel 1942. Il film racconta il debuttante Andrei Bulygin, che diventa assistente del mitragliere sulla nave, che è impegnato nella consegna di soldati e armi alla flotta. Quando partirono, i tedeschi alimentarono la nave e solo Andrei gli salvò la vita.